# Brady Township (Ohio)
Pour les articles homonymes, voir Brady Township.
Brady Township est une ville du Comté de Williams  en Ohio.
Sa population était de 2 621 habitants en 2020.